# 曹海波事件
曹海波事件是指2010年中国江苏省盐城市人曹海波因创立网站和QQ群“振华会”以及组建“中国共和党”，2011年被云南省昆明市西山区分局公安用“煽动颠覆国家政权罪”罪名逮捕，羁押在西山区看守所，2012年，昆明市中级人民法院宣布判处曹海波有期徒刑8年。

## 当事人
曹海波，出生于江苏省盐城市，27岁；妻子张念，四川省宜宾市人，24岁，夫妻结婚之后在云南省昆明市工作。

## 事件经过

### 背景
2010年11月，身为网吧管理员的曹海波在云南省昆明市用QQ建立QQ群，取名叫做“振华会”，同时还建立了同名网站，组建了“中国共和党”，主要宣传民主、宪政、三民主义。

### 逮捕
2011年10月21日，曹海波被昆明市西山区20多个警察抄家搜罗罪证“电话机3个、电脑1台、U盘1个”之后抓走。
2011年11月25日，云南省昆明市西山区分局公安正式用“煽动颠覆国家政权罪”罪名逮捕曹海波，羁押在西山区看守所。

### 判决
2012年5月22日，云南省昆明市一家法院秘密对曹海波案件进行一审审判，并且禁止其妻子张念以及其他所有人进入法庭，只有曹海波的辩护律师马晓鹏，理由是涉及中华人民共和国国家机密，判决结果未予对外公布。
2012年10月，昆明市中级人民法院宣布判处曹海波有期徒刑8年，判决书至今没有传递给家属和律师。

## 社会舆论
陈永苗、游精佑、欧阳劲、李海等就此事写了《就曹海波致马英九公开信》并且联署签名由中华民国总统府网站提交。